# SBQ-R
Der Suicide Behaviors Questionnaire – Revised (SBQ-R) ist ein Fragebogen zur Erfassung suizidalen Verhaltens. Es handelt sich um einen Selbstbericht-Fragebogen zur Ermittlung von Risikofaktoren für den Suizid. Der Fragebogen wird bei Personen zwischen ihrem 13. und 18. Lebensjahr verwendet. Er umfasst lediglich vier Fragen, die die Kinder und Jugendlichen in etwa fünf Minuten beantworten können.
Es existieren einige Studien, die den SBQ-R als funktional und zuverlässig eingestuft haben. Im Gegensatz zu einigen anderen Fragebögen, die zur Einschätzung der Suizidalität verwendet werden, beinhaltet der SBQ-R Fragen, die nicht nur die Vergangenheit des Befragten beleuchten, sondern auch in die Zukunft gerichtete Fragen stellt, sowie auch eben jene, die die Gegenwart behandeln. Dies wirkt in der Prävention des Suizides weitaus besser, als nur Fragen, die die Vergangenheit behandeln.
Jede der vier Fragen richtet sich auf einen bestimmten Risikofaktor:
- Die erste Frage beurteilt, ob jemals Selbstmordgedanken vorhanden waren oder Suizidversuche vorgestellt wurden.
- Die zweite Frage beurteilt die Häufigkeit der Suizidgedanken in den letzten 12 Monaten.
- Die dritte Frage betrifft die Bedrohungsstufe der Suizidversuche
- Die vierte Frage bewertet die selbst dargestellte Wahrscheinlichkeit eines Suizidversuches in der Zukunft.

Jede Frage hat eine individuelle Skala und den Antworten sind jeweils bestimmte Punktwerte zugeordnet. Bei dem Test wird vorausgesetzt, dass lediglich eine Antwortmöglichkeit pro Frage angekreuzt wird. Die Gesamtpunktzahl des ausgewerteten Tests kann zwischen 3 und 18 Punkten variieren. Je höher die Punktzahl, desto höher ist die Wahrscheinlichkeit eines suizidalen Verhaltens.

## Fragebogenentwicklung
Der Fragebogen basiert auf dem ursprünglich 34 Fragen umfassenden SBQ der von Marsha M. Linean entwiclet wurde. Linehan entwickelte eine aus vier Fragen bestehende Kurzform. Diese wurde dann von Osman und Kollegen im Jahr 2001 revidiert und psychometrisch untersucht, wobei die vier Fragen identisch blieben und sich nur das Antwortformat änderte. Es gibt eine deutsche Übersetzung des Fragebogens mit ausreichend guter interner Konsistenz.